# UFC Fight Night: Dolidze vs. Imavov
UFC Fight Night: Dolidze vs. Imavov (conosciuto anche come UFC Fight Night 235 , UFC on ESPN+ 93 oppure UFC Vegas 85) è stato un evento di arti marziali miste tenuto dalla Ultimate Fighting Championship il 3 febbraio 2024 all'UFC Apex di Las Vegas, negli Stati Uniti.

## Risultati
|                  | Divisione             |                    |                 |                    | Metodo                                        | Round           | Tempo           | Premio          |
| Card Principale  | Card Principale       | Card Principale    | Card Principale | Card Principale    | Card Principale                               | Card Principale | Card Principale | Card Principale |
| ---------------- | --------------------- | ------------------ | --------------- | ------------------ | --------------------------------------------- | --------------- | --------------- | --------------- |
|                  | Pesi medi             | Nassourdine Imavov | batte           | Roman Dolidze      | Decisione maggioritaria (49–44, 47–47, 48–46) | 5               | 5:00            |                 |
|                  | Pesi leggeri          | Renato Moicano     | batte           | Drew Dober         | Decisione unanime (29–28, 29–28, 29–28)       | 3               | 5:00            |                 |
|                  | Pesi welter           | Randy Brown        | batte           | Muslim Salikhov    | KO (pugni)                                    | 1               | 3:17            | POTN            |
|                  | Pesi mosca femminili  | Natália Silva      | batte           | Viviane Araújo     | Decisione unanime (29–28, 29–28, 29–28)       | 3               | 5:00            |                 |
|                  | Pesi medi             | Aliaskhab Khizriev | vs.             | Makhmud Muradov    | No Contest (colpo accidentale all'occhio)     | 1               | 0:11            | [ 1 ]           |
|                  | Pesi welter           | Charles Radtke     | batte           | Gilbert Urbina     | KO tecnico (pugni)                            | 1               | 4:47            |                 |
| Card Preliminare |                       |                    |                 |                    |                                               |                 |                 |                 |
|                  | Pesi paglia femminili | Molly McCann       | batte           | Diana Belbiţă      | Sottomissione (armbar)                        | 1               | 4:59            | POTN            |
|                  | Pesi mosca            | Charles Johnson    | batte           | Azat Maksum        | Decisione unanime (29–28, 29–28, 29–28)       | 3               | 5:00            | FOTN            |
|                  | Pesi welter           | Themba Gorimbo     | batte           | Pete Rodriguez     | KO tecnico (pugni)                            | 1               | 0:32            |                 |
|                  | Pesi piuma            | Lee Jeong-yeong    | batte           | Blake Bilder       | Decisione unanime (30–27, 30–27, 30–27)       | 3               | 5:00            |                 |
|                  | Catchweight (129 lbs) | Luana Carolina     | batte           | Julija Stoliarenko | KO tecnico (pugni)                            | 3               | 4:52            |                 |
|                  | Pesi leggeri          | Marquel Mederos    | batte           | Landon Quiñones    | Decisione unanime (29–28, 29–28, 29–28)       | 3               | 5:00            |                 |
|                  | Pesi massimi          | Jamal Pogues       | batte           | Thomas Petersen    | Decisione unanime (29–28, 29–28, 30–27)       | 3               | 5:00            |                 |

## Premi
I lottatori premiati ricevettero un bonus di 50.000 dollari.
Legenda:
- FOTN: Fight of the Night (vengono premiati entrambi gli atleti per il miglior incontro dell'evento)
- POTN: Performance of the Night (viene premiato il vincitore per la migliore performance dell'evento)